# Seoul Broadcasting System
Seoul Broadcasting System (zkratka: SBS; korejsky: 서울방송 주식회사 Soul Pangsong Čušikhuisa) je jedna z předních jihokorejských televizních a rozhlasových společností. Je vlastněná společnostmi YT Holdings a SBS Media Holdings. Její hlavní televizní stanice je SBS.
SBS byla založena 14. listopadu 1990 a je největším soukromým vysílatelem v Jižní Koreji. Provozuje 9 celostátních a 9 regionálních televizních stanic a 3 rozhlasové stanice.

## Kanály

### Celostátní televizní stanice
| logo | název         | popis |
| ---- | ------------- | --- |
|      | SBS TV        | Hlavní kanál. Zaměřuje se především na zpravodajské pořady a zábavné pořady. (lze přirovnat k české Primě nebo Nově)                                                                                            |
|      | SBS Mobile 24 | Hlavní kanál. Zaměřuje se především na zpravodajské pořady a zábavné pořady. (lze přirovnat k české Primě nebo Nově)                                                                                            |
|      | SBS Plus      | Kanál s 24 hodinovým vysíláním. Zaměřuje se na dramata a zábavné pořady. |
|      | SBS funE      | Zaměření na zábavné pořady. |
|      | SBS F!L       | Zaměřuje se na módu, krásu, cestování, jídlo, bydlení, hudbu a zábavu, a produkuje emocionální zábavu s obsahem nového životního stylu , který kombinuje různé radosti a informace nezbytné pro skutečný život. |
|      | SBS Sports    | Placená televizní stanice zaměřená na přenos významných sportovních událostí. |
|      | SBS Golf      | Sportovní kanál, vysílající hlavně golfová utkání. |
|      | SBS Biz       | Stanice, zaměřující se na business. |
|      | SBS M         | Placená stanice, zaměřující se na hudební pořady (zejména K-pop) |
|      | KiZmom        | Kanál zaměřený na dětské publikum. |

### Rozhlasové stanice
| název         | frekvence                      |
| ------------- | ------------------------------ |
| Power FM      | 107,7 MHz                      |
| Love FM       | 103,5 MHz / 98,3 MHz / 792 kHz |
| GorealRadio M |                                |

### Regionální televizní stanice
| logo | název | oblast vysílání (město, provnicie)  |
| ---- | ----- | ----------------------------------- |
|      | KNN   | Pusan, Jižní Kjongsang              |
|      | TBC   | Tegu, Severní Kjongsang             |
|      | KBC   | Kwangdžu, Jižní Čolla               |
|      | TJB   | Tedžon, Sedžong, Jižní Čchungčchong |
|      | UBC   | Ulsan                               |
|      | JTV   | Čondžu, Severní Čolla               |
|      | CJB   | Čchongdžu, Severní Čchungčchong     |
|      | G1    | Kangwon                             |
|      | JIBS  | Čedžu                               |